# Pro Oriente. Dědictví křesťanského Východu
Pro Oriente. Dědictví křesťanského Východu je česká knižní edice, vycházející v nakladatelství Pavel Mervart v Červeném Kostelci.
Edice se snaží obohatit český kulturní kontext o zásadní práce z dějin a kultury východního křesťanství, a to jak pravoslavného (ortodoxního), tak jinoslavného (heterodoxního). Překládá významná díla z originálních jazyků, které napomáhají pochopit duchovní základy a spiritualitu východního křesťanství. Publikuje práce mladých českých vědců.
V rámci edice též vychází ve spolupráci s Ústavem východního křesťanství Husitské teologické fakulty Univerzity Karlovy ročenka Parrésia. Revue pro východní křesťanství.
Zakladatelem a hlavním editorem edice je Michal Řoutil.

## Vydaná díla
- Byzantské legendy. Výběr textů ze IV.–XII. století (2007²) ISBN 978-80-86818-49-8
- P. Mikeš, Z. Poláček. Moudrost Etiopie. Amharská přísloví (2008) ISBN 978-80-86818-79-5
- M. Meier. Justinián. Život a vláda východořímského císaře (2009) ISBN 978-80-86818-88-7
- Základy sociální koncepce Ruské pravoslavné církve (2009) ISBN 978-80-86818-91-7
- R. Dostálová. Geografie a mýty v Dionysiakách Nonna z Panopole (2009) ISBN 978-80-86818-96-2
- P. Milko. Órigenés učitel (2008) ISBN 978-80-86818-60-3
- M. Starowieyski. Slovník raněkřesťanské literatury Východu: arabská, arménská, etiopská, gruzínská, koptská a syrská literatura (2012) ISBN 978-80-7465-021-5
- M. Šlajerová. Palestinská církev dnes. Politická a teologická problematika (na pozadí situace církví v Sýrii, Libanonu a Jordánsku) (2009) ISBN 978-80-87378-02-1
- P. Milko. Úvod do byzantské filosofie (2009) ISBN 978-80-87378-13-7
- Ilarion Alfejev. Izák Syrský a jeho duchovní odkaz (2010) ISBN 978-80-87378-37-3
- Melitón ze Sard. O Pasše/Peri Pascha (2010) ISBN 978-80-87378-56-4
- S. Runciman. Zajetí velké církve. Dějiny konstantinopolského patriarchátu od pádu Cařihradu do roku 1821 (2010) ISBN 978-80-87378-43-4
- K čertu ať táhne studium. Výbor z byzantské žebravé poezie. (1. sv. řady Byzantská knihovna, 2011) ISBN 978-80-87378-69-4
- Arménské kroniky od jezera Van. 16.-18. století, ed. P. Košťálová (2011), ISBN 978-80-87378-17-5
- P. Schreiner. Konstantinopol. Dějiny a archeologie. (2012) ISBN 978-80-7465-008-6
- Sergej A. Ivanov. Byzantské misie aneb je možné udělat z „barbara“ křesťana? (2012) ISBN 978-80-87378-45-8
- Jan Damašský. Řeči na obranu obrazů. (2012) ISBN 978-80-7465-017-8
- Ať múzy promluví: Tři byzantská kvazidramata. (2. sv. řady Byzantská knihovna, 2012) ISBN 978-80-7465-027-7
- Monika Langrock: Libanonské rozhovory. (2012) ISBN 978-80-7465-034-5
- Ruská středověká literatura: Od křtu Vladimíra Velikého po Dmitrije Donského (Výbor textů 11.–14. století). (2013²) ISBN 978-80-7465-046-8
- Nina V. Sinicynová. Odysea Maxima Řeka: Renesanční Itálie – Athos – Moskevská Rus. (2013) ISBN 978-80-7465-056-7
- Andreas E. Müller. Hora Athos: Dějiny mnišské republiky. (2013) ISBN 978-80-7465-058-1
- Monika Langrock. Hopes and frustrations of Lebanese Christians: Al-ihbat al-masihi – reasons and measures taken. (2013) ISBN 978-80-7465-067-3
- Grígórios Abulfaradž Barhebraeus. Kratochvilná vyprávění. (2013²) ISBN 978-80-7465-069-7
- Ilarion Alfejev. Kristus – Vítěz nad podsvětím: Téma sestoupení do pekel ve východokřesťanské tradici. (2013) ISBN 978-80-7465-074-1
- Obrácení nevěstky Marie a jiné příběhy: Byzantská vyprávění prospěšná pro duši. (2014) ISBN 978-80-7465-094-9
- Boris N. Florja. Církevní rozkol a slovanský svět. (2014) ISBN 978-80-7465-097-0
- Vyprávění o minulých letech aneb Nestorův letopis ruský. Nejstarší staroruská kronika. (2014) ISBN 978-80-7465-119-9
- Sergej Arkaďjevič Ivanov. Blázni pro Krista. Kulturní dějiny jurodství (2015) ISBN 978-80-7465-131-1
- Svatí a hříšníci. Staroruská literatura 11.-12. století. M. Téra (překl. a ed.) (2015) ISBN 978-80-7465-164-9.
- M. Kulhánková. Das gottgefällige Abenteuer. Eine narratologische Analyse der byzantinischen erbaulichen Erzählungen (2015). ISBN 978-80-7465-175-5.
- Ióannés Klimakos. Nebeský žebřík, přeložila a úvodem opatřila A. Sarkissian (2015). ISBN 978-80-7465-125-0.
- Andreas Külzer, Byzanc. Dějiny - společnost - kultura, z němčiny přeložil Vlastimil Drbal (2016). ISBN 978-80-7465-201-1
- Jeskyně pokladů. Kniha zjevení svatého Petra Klementovi, překlad z arabštiny a komentář Mlada Mikulicová (2016). ISBN 978-80-7465-174-8
- Ilarion Alfejev. Mystérium víry. Uvedení do pravoslavné teologie. (2016) ISBN 978-80-7465-209-7
- Haig Utidjian. The Art of The Armenian Book through the Ages / Հայ գրքարուեստը դարերու ընդմէջէն / Arménské knižní umění v průběhu staletí (2016). ISBN 978-80-7465-222-6.
- Michal Řoutil, Petra Košťálová, Petr Novák. Katastrofa křesťanů: Likvidace Arménů, Asyřanů a Řeků v Osmanské říši v letech 1914-1923. (2017) ISBN 978-80-7465-254-7.
- Sofronij Sacharov. Vidět Boha, jaký je (2017) ISBN 978-80-7465-286-8
- Joannis S. Romanidis. Frankové, Římané, feudalismus a nauka (2017) ISBN 978-80-7465-285-1
- El Hassan bin Talál. Křesťanství v arabském světě. S předmluvou Jeho královské Výsosti Charlese, prince z Walesu. (2017) ISBN 978-80-7465-292-9
- Marcel Martin. Světlo z Byzance : Řecká studia v renesanční Itálii, 1360–1534. (2017) ISBN 978-80-7465-295-0
- Václav Ventura. Dej krev a získáš Ducha : Životní příběh a duchovní odkaz athoského starce Josefa Hesychasty. (2018) ISBN 978-80-7465-315-5
- Haig Utidjian. Tntesean and the Music of the Armenian Hymnal. (2018) ISBN 978-80-7465-304-9
- Digenis Akritis : Byzantský epos o Dvojrodém Hraničáři. Překlad Markéta Kulhánková, Ondřej Cikán (2018) ISBN 978-80-7465-342-1
- Efrém Syrský: Hymny o ráji. Překlad Mlada Mikulicová. (2018) ISBN 978-80-7465-353-7
- Athénagorás z Athén. Přímluva za křesťany. Překlad Monika Recinová. (2019) ISBN 978-80-7465-368-1
- Jaroslav Brož (ed.), Kdo byl Melchisedek? Postava kněze-krále v biblických textech a v dějinách (2019), ISBN 978-80-7465-376-6
- Efrém Syrský, Velikonoční hymny: ze syrštiny přeložila, úvodem a poznámkami opatřila Mlada Mikulicová, básnický převod P. Vladimír Mikulica (2020), ISBN 978-80-7465-426-8
- Josef Hesychasta, Dopisy / O zkušenosti hesychastického života, přeložil, úvod a doslov napsal Václav Ventura (2020), ISBN 978-80-7465-431-2
- Michal Řoutil, Nevěřící, odejděte! Současné pronásledování křesťanů ve vybraných zemích Blízkého východu a Afriky. (2020), ISBN 978-80-7465-434-3
- Václav Ventura, Starec a slzy: Efrém z Katunakie: životní příběh a duchovní inspirace (2021), ISBN 978-80-7465-481-7
- Wolfram Kinzig, Pronásledování křesťanů v antice, přel. V. Drbal (2022), 978-80-7465-512-8
- Mlada Mikulicová, Křesťané v Arábii před islámem: Stopy křesťanského života ve staroarabské poezii (2022), ISBN 978-80-7465-547-0
- Michal Řoutil, Nil Sorský: Život a dílo prvního ruského hesychasty (2022), ISBN 978-80-7465-582-1
- Nina V. Pigulevská, Syrská středověká kultura, přel. M. Řoutil a M. Téra (2022), ISBN 978-80-7465-574-6
- Člověk, bohočlověk a církev: Výběr ze spisů Justina Popoviće / Sestavil a přeložil: Zdenko Širka (2022), ISBN 978-80-7465-563-0
- Efrém Syrský, Písně Panny Marie: ze syrštiny přeložila, úvodem a poznámkami opatřila Mlada Mikulicová, básnický převod P. Vladimír Mikulica (2023), ISBN 978-80-7465-603-3
- Michal Řoutil (ed.), Křesťanská Golgota v Malé Asii (1914–1923): Svědectví, vzpomínky, dokumenty, přeložili Michal Řoutil, Drahomíra Michnová, Nicole Votavová Sumelidisová (2023), ISBN 978-80-7465-629-3

## Ročenky
- Parrésia : Revue pro východní křesťanství. I (2007) ISBN 978-80-86818-59-7.
- Parrésia : Revue pro východní křesťanství. II–III (2008–2009) ISBN 978-80-87378-20-5.
- Parrésia : Revue pro východní křesťanství. IV (2010) ISBN 978-80-87378-84-7.
- Parrésia : Revue pro východní křesťanství. V (2011) ISBN 978-80-7465-031-4.
- Parrésia : Revue pro východní křesťanství. VI (2012) ISBN 978-80-7465-057-4.
- Parrésia : Revue pro východní křesťanství. VII (2013) ISBN 978-80-7465-100-7.
- Parrésia : Revue pro východní křesťanství. VIII (2014) ISBN 978-80-7465-150-2.
- Parrésia : Revue pro východní křesťanství. IX-X (2015–2016) ISBN 978-80-7465-284-4.
- Parrésia : Revue pro východní křesťanství. XI (2017) ISBN 978-80-7465-348-3.
- Parrésia : Revue pro východní křesťanství. XII (2018) ISBN 978-80-7465-407-7.
- Parrésia : Revue pro východní křesťanství. XIII–XIV (2019–2020) ISBN 978-80-7465-459-6.
- Parrésia : Revue pro východní křesťanství. XV (2021) ISBN 978-80-7465-505-0
- Parrésia : Revue pro východní křesťanství. XVI (2022) ISBN  978-80-7465-578-4
- Parrésia : Revue pro východní křesťanství. XVII (2023) ISBN 978-80-7465-632-3